# Arné
Arné  là một xã thuộc tỉnh Hautes-Pyrénées trong vùng Midi-Pyrénées tây nam nước Pháp. Khu vực này có độ cao trung bình 420 mét trên mực nước biển.
Sông Gesse bắt nguồn ở phía nam xã và tạo thành phần lớn ranh giới phía đông thị trấn.